# Курбе, Амедей Анатоль Проспер
Амедей Анатоль Проспер Курбе (фр. Amédée-Anatole-Prosper Courbet; 26 июня 1827, Абвиль, Франция, — 11 июня 1885, Магун, Китай) — французский адмирал.
Был губернатором Новой Каледонии.
16 декабря 1883 года, командуя 9-тысячным отрядом, в результате Шонтэйской операции взял штурмом крепость Шонтэй.
В 1884 году разрушил форты и арсенал Фучжоу, но потерпел неудачи при Цзилунe (Келонге) и Формозе.
Сенсацию произвели письма, опубликованные после его смерти, в которых он резко порицал политику министерства и парламентского большинства. Его биографию написали Ganneron (1886), Julien (1888), de la Faye (1891).